# Monti Terektinskij
I monti Terektinskij (in russo Теректинский хребет?, Terektinskij chrebet) sono una catena montuosa nella parte centrale dei monti Altaj, nella Siberia meridionale. I monti si trovano in Russia, nella Repubblica dell'Altaj, la cresta della catena segna il confine tra l'Ongudajskij e l'Ust'-Koksinskij rajon.

## Geografia
La catena montuosa si trova tra i monti Seminskij (a nord) e i Katunskij (a sud) e si allunga per circa 120 km. La cima più alta, il monte Caskaktu-Bažy (Каскакту-Бажы), a sud-est, tocca i 2 926 m.
A ovest, una vasta parte dell'altopiano è paludosa, la più vasta è la palude Tjugurjukskoe (Тюгурюкское болото). A sud della catena, attraversata dal Katun', si trova la steppa Ujmonskaja.
Dai monti Terektinskij scendono molti affluenti del Katun' il quale li accoglie girando intorno alla catena montuosa da sud e a est, procedendo verso nord. A nord la valle dell'Ursul li divide dai Seminskij e a sud-ovest c'è la valle del Koksa e del suo affluente Abaj.) 
Le montagne sono composte principalmente da scisti cristallini e rocce effusive. Le pendici settentrionali sono ricoperte da boschi di Cedrus, larice e abete; quelle meridionali da larici; sopra i 2 000 m si trova la betulla nana e il salice; sul crinale, prati alpini e tundra di montagna.